# .ck
.ck (Ilhas Cook) é o código TLD (ccTLD) na Internet para as Ilhas Cook.